# Henning Grauers
Henning Vilhelm Grauers, född 27 mars 1866 i Norrköping, död 20 september 1933, var en svensk borgmästare.

## Biografi
Grauers var son till snickarmästaren Jacob Grauers och Ida Ekelund samt bror till Hugo Grauers. Han blev student vid Lunds universitet 1886, filosofie kandidat 1888, juris utriusque kandidat 1891 och var extra ordinarie notarie i Göta hovrätt samma år. Grauers var syssloman vid Oskarshamns lasarett 1903, vice auditör vid Kalmar regemente 1894, rådman i Oskarshamn 1895, auditör 1909 och borgmästare 1914. Grauers var även ordförande i styrelsen för AB Svenska Handelsbankens kontor i Oskarshamn.
Grauers gifte sig 1895 med Sigrid Ekelund (1869–1942), dotter till kronofogden Svante Ekelund och Mina Hoppe. Han var far till Einar Grauers, Ingvar Grauers, Nils Grauers, Allan Grauers, Bertrand Grauers och Walter Grauers. Grauers avled 1933 och begravdes på Västra Begravningsplatsen i Oskarshamn.

## Utmärkelser
Grauers utmärkelser:
- Riddare av Vasaorden (RVO)
- Riddare av Nordstjärneorden(RNO)